# Butler (Geórgia)
Butler é uma cidade localizada no estado americano de Geórgia, no Condado de Taylor.

## Demografia
Segundo o censo americano de 2000, a sua população era de 1907 habitantes.
Em 2006, foi estimada uma população de 1822, um decréscimo de 85 (-4.5%).

## Geografia
De acordo com o United States Census Bureau tem uma área de 
8,2 km², dos quais 8,2 km² cobertos por terra e 0,0 km² cobertos por água.

## Localidades na vizinhança
O diagrama seguinte representa as localidades num raio de 32 km ao redor de Butler. 